# Magali Alabau
Magali Alabau (* 1945 in Cienfuegos, Zentralkuba) ist eine kubanische Schauspielerin, Regisseurin und Dichterin.

## Leben

### Kuba
Sie studierte an der Escuela Nacional de Arte (Nationale Kunsthochschule, ENA) in Havanna Schauspiel und war dort Teil der neu gegründeten Theatergruppe Grupo de Teatro Joven. Nach dreieinhalb Jahren Studium wurde sie 1964 gemeinsam mit einer Gruppe von Studenten unter dem Verdacht der Homosexualität der Hochschule verwiesen. Als Regisseurin inszenierte sie im August 1965 die Uraufführung des Stücks Los mangos de Caín des Autors Abelardo Estorino im Theatersaal der Architekturhochschule Havanna. Das 1964 in der Zeitschrift der Casa de las Américas abgedruckte Stück thematisiert Autoritarismus und Unterdrückung vor einem biblischen Hintergrund. Kurz vor der geplanten dritten Aufführung wurde das Stück auf Anweisung des kommunistischen Jugendverbands (Unión de Jóvenes Comunistas, UJC) abgesetzt und weitere Aufführungen verhindert. Der UJC hatte Alabau bis zu ihrem Hochschulverweis selbst angehört. Unter dem Eindruck der von den Regierungsbehörden beförderten Homophobie und zunehmender kultureller Intoleranz sah sie sich zum Verlassen ihres Heimatlandes gezwungen.

### Exil in den USA
Alabau erhielt 1966 eine Ausreisegenehmigung und konnte mit einem der unter den Präsidentschaften von Lyndon B. Johnson und Richard Nixon zur Familienzusammenführung praktizierten „Flüge in die Freiheit“ ins Exil in die Vereinigten Staaten ausreisen, nachdem sie zu diesem Zweck von der in Miami lebenden Mutter einer Freundin als Tochter adoptiert worden war. Sie ließ sich in New York nieder, wo sie ihre Schauspielausbildung fortsetzte und als Theaterschauspielerin und -regisseurin tätig war. 1969 schloss sie sich mit Manuel Martín zusammen und gründete das Theaterprojekt Teatro Dúo, eine der ersten hispanoamerikanischen Theatergruppen in New York.
Mitte der 1980er Jahre zog sie sich vom Theater zurück und widmete sich der Dichtkunst. 1986 konnte Alabau mit ihrer Gedicht-Anthologie „Electra y Clitemnestra“ sehr erfolgreich debütieren. Zentrales Thema ihrer Gedichte sind lesbische Liebe, Erotik und Intimität. Ihr Gedichtband Volver (2012) handelt vom Exil und der Beziehung zur Heimat. Er entstand nach Alabaus erster Reise nach Kuba in den 1990er Jahren nach über zwei Jahrzehnten Abwesenheit.
1996 zog sie sich vollständig vom Literaturbetrieb zurück und kümmerte sich bis 2009 ausschließlich um die Rettung ausgesetzter Haustiere. 2009 begann sie wieder mit dem Verfassen von Gedichten. Nach 28 Jahren in Manhattan lebt sie seit 1996 im Künstlerdorf Woodstock im US-Bundesstaat New York.

## Werke
- Electra y Clitemnestra. Poema. Maitén Books, New York 1986.
- La extremaunción diaria. Gedichtband, Rondas, Madrid 1986.
- Ras. Medusa, New York 1987.
- Hermana. Betania, Madrid 1989, ISBN 84-86662-96-6.
- Hemos llegado a Ilión. Betania, Madrid 1991, ISBN 84-86662-91-5.
- Liebe. La Torre de Papel, Coral Gables 1993.
- Dos mujeres. Betania, Madrid 2011.
- Volver. Betania, Madrid 2012.